# John Wingate
 (mars 2021).
La mise en forme du texte ne suit pas les recommandations de Wikipédia : il faut le « wikifier ».
Les points d'amélioration suivants sont les cas les plus fréquents. Le détail des points à revoir est peut-être précisé sur la page de discussion.
- Les titres sont pré-formatés par le logiciel. Ils ne sont ni en capitales, ni en gras.
- Le texte ne doit pas être écrit en capitales (les noms de famille non plus), ni en gras, ni en italique, ni en « petit »…
- Le gras n'est utilisé que pour surligner le titre de l'article dans l'introduction, une seule fois.
- L'italique est rarement utilisé : mots en langue étrangère, titres d'œuvres, noms de bateaux, etc.
- Les citations ne sont pas en italique mais en corps de texte normal. Elles sont entourées par des guillemets français : « et ».
- Les listes à puces sont à éviter, des paragraphes rédigés étant largement préférés. Les tableaux sont à réserver à la présentation de données structurées (résultats, etc.).
- Les appels de note de bas de page (petits chiffres en exposant, introduits par l'outil «  Source ») sont à placer entre la fin de phrase et le point final[comme ça].
- Les liens internes (vers d'autres articles de Wikipédia) sont à choisir avec parcimonie. Créez des liens vers des articles approfondissant le sujet. Les termes génériques sans rapport avec le sujet sont à éviter, ainsi que les répétitions de liens vers un même terme.
- Les liens externes sont à placer uniquement dans une section « Liens externes », à la fin de l'article. Ces liens sont à choisir avec parcimonie suivant les règles définies. Si un lien sert de source à l'article, son insertion dans le texte est à faire par les notes de bas de page.
- La présentation des références doit suivre les conventions bibliographiques. Il est recommandé d'utiliser les modèles {{Ouvrage}}, {{Chapitre}}, {{Article}}, {{Lien web}} et/ou {{Bibliographie}}. Le mode d'édition visuel peut mettre en forme automatiquement les références.
- Insérer une infobox (cadre d'informations à droite) n'est pas obligatoire pour parachever la mise en page.

Pour une aide détaillée, merci de consulter Aide:Wikification.
Si vous pensez que ces points ont été résolus, vous pouvez retirer ce bandeau et améliorer la mise en forme d'un autre article.
John Alan Wingate (15 mars 1920 - 11 mai 2008) est un officier de marine et écrivain britannique. Ses nombreux livres sur le thème de la marine ont une vraie authenticité en raison de ses expériences personnelles en temps de guerre.

## Biographie
John Wingate rejoint la Royal Navy en 1933 à l'âge de 13 ans au Britannia Royal Naval College de Dartmouthafin d'effectuer la formation initiale des officiers de marine. Puis, devenu officier, il sert sur différents théâtres d’opération en participant aux grandes batailles navales de la Seconde Guerre mondiale. D'abord, lors de la bataille de la Manche, puis il sert sur un destroyer afin d'escorter des convois alliés chassés par des U-Boot allemands, pendant la bataille de l'Atlantique nord. Il est ensuite affecté en Méditerranée sur un sous-marin lors du siège de Malte. Durant cette période, il survit à une plongée de 36 heures alors que son bâtiment est soumis à un grenadage intensif. Cette survie était considérée comme impossible en raison de l’augmentation du taux de dioxyde de carbone. Il reçoit, le 12 octobre 1943, la Distinguished Service Cross pour cette action.
Il quitte la Royal Navy en 1946 et devient de 1947 à 1951, directeur de Paxton Park Nurseries Ltd, spécialisée dans la vente de fleurs. Il est rappelé au service pendant 18 mois en 1951 à l’occasion de la Guerre de Corée. Il devient enseignant dans le Sussex puis à la Aysgarth Preparatory School près de Bedale dans le Yorkshire.
De 1957 à 1965, il est chef de maison à la Milton Abbey School. De 1965 à 1970, il est directeur de Calshot Activities Center. De 1970 à 1973, il dirige la maison d’éditions Warship Profile Publications avant de prendre sa retraite. Il s’installe alors en France, d'abord sur la Côte d'Azur à La Gaude puis à Paris en 1975, à Meudon en 1976, et en Normandie à Bénouville en 1981 qu'il quitte début 1985.
Il meurt le 11 mai 2008, après être rentré dans son pays d'origine quelques années auparavant.

## Œuvres

### En français
- Capitaine Nucléaire (trad. de l'anglais par René Jouan [7]), édition Alsatia, coll. « Signe de Piste » (no RN 53), 1968
- Massacre pour la Crète, éditions France-Empire, 1968

### En anglais
- 1. (en) Submariner Sinclair, 1959
- 2. (en) Jimmy-the-One, 1960
- 3. (en) Sinclair in Command, 1961
- 4. (en) Nuclear Captain, Macdonald et Cie, 1962
- 5. (en) Sub-zero, 1963
- 6. (en) Full Fathom Five, 1967

- (en) Last Ditch : The English Channel 1939-43, Heinemann, 1971
- (en) In the Blood, 1973
- (en) John Wingate, Below the Horizon, London, Arthur Baker Limited, 1974, 196 p.
- (en) John Wingate, Sea Above Them, London, Arthur Baker Limited, 1975, 186 p. (ISBN 0 213 16545 7)
- (en) John Wingate, Oil Strike, New York, St. Martin's Press, Inc, 1976, 197 p.
- (en) Black Tide, 1977
- (en) John Wingate, Red Mutiny, London, Weidenfeld and Nicolson, 1978, 197 p. (ISBN 0 297 77436 0)
- (en) John Wingate, Avalanche, London, Weidenfeld & Nicolson, 1977, 153 p. (ISBN 0 297 77243 0)
- (en) John Wingate, Target Risk, London, Weidenfeldand Nicolson, 1978, 174 p. (ISBN 0 297 77500 6)
- (en) John Wingate, Seawaymen, 1979, 160 p. (ISBN 978-0450046575)
- (en) John Wingate, Submarine, London, Weidenfeld and Nicolson, 1982, 212 p. (ISBN 0 297 78004 2)
- (en) John Wingate, William the Conqueror, London, Georges Weidenfeld & Nicolson, 1983, 335 p. (ISBN 0297 78232 0)
- (en) John Wingate, Carrier, London, Weidenfeld and Nicolson Limited, 1981, 192 p. (ISBN 0 297 77861 7)
- (en) John Wingate, Go Deep, London, George Weidenfeld and Nicolson, 1985, 191 p. (ISBN 0 297 78670 9)
- (en) John Wingate, Frigate, London, Weidenfeld ans Nicolson, 1980, 216 p. (ISBN 0 297 77673 8)
- (en) John Wingate, The Windship Race, London, George Weidenfeld and Nicolson Limited, 1987, 207 p. (ISBN 0 297 79049 8)
- (en) John Wingate, The Fighting Tenth : The Tenth Submarine Flotilla and Siege of Malta, Londres, Leo Cooper, 1991[8]
- (en) John Wingate, Warship Profile Special 29 HMS Belfast Edinburgh Class Cruiser 1939-71, Profile Publications Limited, 1972

### En suèdois
- (su) John Wingate, Lavinen, Stockholm, Bokförlaget Plus, 1978, 213 p.  (ISBN 91-7406-107-0)